# Скрипак Ольга Русланівна
Ольга Русланівна Скрипак (26 грудня 1996, Запоріжжя, Україна) — українська волейболістка, зв'язуюча. Гравець національної збірної

## Із біографії
Народилася в спортивній родині: батько займався академічною греблею, мама — волейболом. Спочатку займалася плаванням і гімнастикою, а з шести років — волейболом під керівництвом Любові Миколаївни Перебейніс. У дебютному сезоні відразу стала гравцем основного складу, а її «Орбіта» повернулася до суперліги. У запорізькій команді здобула чотири медалі національного чемпіонату, визнавалася найкращою на своїй позиції у кубку (2016) і першості (2014, 2016). З 2016 року захищала кольори «Ленінградки», протягом трьох сезонів була основною зв'язуючою санкт-петербургського клубу.
2019 повернулася до України, стала гравцем южненського «Хіміка», котрий підсилював свій склад для протистояння новостворенному клубу з Кам'янського Дніпропетровської області. У першому сезоні волейболістки з Южного підтвердили статус найсильнішого колективу: здобули перемоги у кубку і суперкубку, а наступного року сильнішим був «Прометей». З 2021 року виступає за чеську команду «Дукла» (Ліберець).

## Клуби
| Роки      | Команди                         |
| --------- | ------------------------------- |
| 2011—2016 | «Орбіта» (Запоріжжя)            |
| 2016—2019 | «Ленінградка» (Санкт-Петербург) |
| 2019—2021 | «Хімік» (Южне)                  |
| 2021—2022 | «Дукла» (Ліберець)              |
| 2022—2023 | «Вашаш» (Будапешт)              |
| 2023—2024 | «Лугож»                         |
| 2024—     | «Динамо» (Бухарест)             |

## Досягнення
Чемпіонат України
- Друге місце (2): 2016, 2021
- Третє місце (3): 2013, 2014, 2015

Кубок України
- Перше місце (1): 2020
- Друге місце (2): 2016, 2021
- Третє місце (3): 2014

Суперкубок України
- Перше місце (1): 2019

## Статистика
У збірній:
| Турнір                | Фінальний турнір | Фінальний турнір | Фінальний турнір | Фінальний турнір | Відбіркові змагання | Відбіркові змагання | Відбіркові змагання | Відбіркові змагання | Примітки |
| Турнір                | Ігри             | Сети             | Очки             | Ср.              | Ігри                | Сети                | Очки                | Ср.                 | Примітки |
| --------------------- | ---------------- | ---------------- | ---------------- | ---------------- | ------------------- | ------------------- | ------------------- | ------------------- | -------- |
| Чемпіонат Європи 2019 | —                | —                | —                | —                | 1                   | 2                   | 2                   | 1                   | [ 4 ]    |
| Чемпіонат Європи 2021 | 5                | 13               | 16               | 1,23             | 4                   | 14                  | 9                   | 0,64                | [ 5 ]    |
| Всього                |                  |                  |                  |                  |                     |                     |                     |                     |          |

- Ср. — середній показник результативності за один сет.

У клубах:
| Сезон   | Клуб                | Турнір         | Ігри | Сети | Очки | Ср.  | Примітки |
| ------- | ------------------- | -------------- | ---- | ---- | ---- | ---- | -------- |
| 2013/14 | «Орбіта»            | Кубок ЄКВ      | 1+   |      |      |      |          |
| 2014/15 | «Орбіта»            | Кубок ЄКВ      | 2    | 10   | 9    |      |          |
|         | «Орбіта»            | Кубок виклику  | 3    | 9    | 13   | 1,44 |          |
| 2019/20 | «Хімік» (Южне)      | Ліга чемпіонів | 10   | 39   | 35   |      |          |
| 2020/21 | «Хімік» (Южне)      | Ліга чемпіонів | 4    | 12   | 7    |      |          |
|         | «Хімік» (Южне)      | Кубок ЄКВ      | 2    | 7    | 6    |      |          |
| 2021/22 | «Дукла» (Ліберець)  | Ліга чемпіонів | 4    | 12   | 8    |      |          |
| 2022/23 | «Вашаш» (Будапешт)  | Ліга чемпіонів | 8    | 27   | 21   |      |          |
| 2023/24 | «Лугож»             | Кубок виклику  | 7    | 21   | 22   |      |          |
| 2025/26 | «Динамо» (Бухарест) | Кубок ЄКВ      |      |      |      | ,    |          |
| Всього  |                     |                |      |      |      |      |          |